# The Cradle Buster
The Cradle Buster è un film muto del 1922 scritto, diretto e prodotto da Frank Tuttle per la Patuwa Pictures. Interpretato da Glenn Hunter e da Marguerite Courtot, il film venne distribuito nelle sale dalla American Releasing Co. il 19 marzo 1922. È conosciuto anche con il titolo alternativo The Cradle Busters.

## Trama

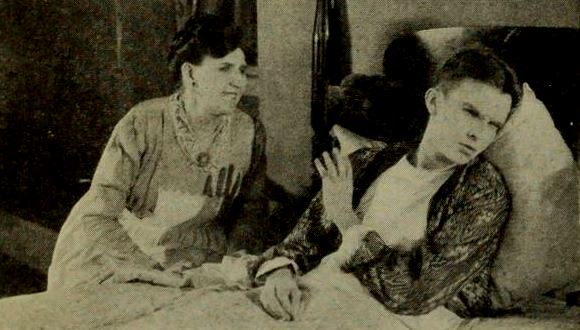
Beatrice Burton e Glenn Hunter

Benjamin Franklin Reed, soprannominato familiarmente Sweetie, è stufo di stare sempre sotto alle gonnelle di sua madre: volendo proclamare ad alta voce la propria indipendenza e dimostrare di essere ormai diventato adulto, il giorno del suo ventunesimo compleanno si mette a fumare, comincia a imprecare (anche se in maniera abbastanza educata), e a bere, prendendosi un drink alcolico. Quando poi si invaghisce di una cantante di cabaret, non bada ai presenti e la bacia con passione davanti al pubblico. Nel camerino della ragazza, dov'è andato per scusarsi, scopre che anche lei prova qualcosa per lui. I due decidono di scappare insieme a Boston, ma Benjamin perde i suoi soldi e la sposa gli viene strappata via da un padre infuriato. Il ragazzo scopre che un clown, che lavora nel cabaret, insidia la sua bella: per difenderla e salvarla, il giovane lotta con il farabutto che finisce per cadere da una piattaforma, andando a sfracellarsi al suolo. Ora Benjamin, che ha dimostrato di essere diventato un uomo, può cominciare la sua luna di miele.

## Produzione
Il film fu prodotto dalla Patuwa Pictures.

## Distribuzione
Il copyright del film, richiesto dalla Patuwa Pictures, fu registrato il 25 marzo 1922 con il numero LP17665.
Distribuito dall'American Releasing Co., il film uscì nelle sale cinematografiche statunitensi il 19 marzo 1922. Il 28 gennaio 1924, la Walker lo distribuì nel Regno Unito cambiandogli il titolo in Mamma's Boy.
Copia completa della pellicola si trova conservata negli archivi del BFI/National Film And Television Archive di Londra.